# Ring of Elysium
Ring of Elysium est un jeu vidéo de battle royale free-to-play développé par Aurora Studios et édité par Tencent TCH Scarlet Limited et est téléchargeable gratuitement sur Steam, DMM et Garena, il est sorti sur Steam le 19 septembre 2018 en accès anticipé sur les serveurs nord-américains, et le 25 novembre 2018 sur les serveurs européens,.

## Développement
Ring of Elysium est un re-développement d'un autre jeu appelé Europa. Le jeu est développé avec le moteur de jeu QuickSilverX de Tencent Games.
Le jeu a subi une phase de test bêta fermée sur le launcher de Garena qui prend fin le 10 juillet 2018 sur le serveur thaïlandais et le 4 juin 2018 sur le serveur indonésien.
Le jeu est sorti sur Steam en accès anticipé en Amérique du Nord le 19 septembre 2018, en Asie le 20 septembre et en Europe le 25 septembre.

## Problème juridique
En janvier 2019, une mannequin sino-américaine nommée Mei Yan a publié sur son compte Twitter des images montrant les similitudes entre les images promotionnelles d'un personnage du jeu et une publication de 2015 sur le compte Instagram de Yan, Tencent avait alors supprimer les images du personnage de ses médias sociaux.